# Issoria
Issoria is een geslacht van vlinders uit de onderfamilie Heliconiinae van de familie Nymphalidae.

## Soorten
- Issoria baumanni Rebel & Rogenhofer, 1894
- Issoria blancasi (Hayward, 1960)
- Issoria cora Lucas, 1850
- Issoria cytheris (Drury, 1773)
- Issoria eugenia (Eversmann, 1847)
- Issoria excelsior (Butler, 1895)
- Issoria gemmata (Butler, 1881)
- Issoria hanningtoni Elwes, 1889
- Issoria inca (Staudinger, 1894)
- Issoria lathonia (Linnaeus, 1758)
- Issoria lathonioides (Blanchard, 1852)
- Issoria miriam (Dognin, 1888)
- Issoria modesta (Blanchard, 1852)
- Issoria sinha (Kollar, 1848)
- Issoria smaragdifera (Butler, 1895)
- Issoria tessellata (Rosenberg & Talbot, 1914)
- Issoria uganda (Röber, 1937)